# Alabamocreagris
Alabamocreagris är ett släkte av spindeldjur. Alabamocreagris ingår i familjen helplåtklokrypare.
Kladogram enligt Catalogue of Life:
| Alabamocreagris | \| \| Alabamocreagris mortis \| \| \| \| \| \| Alabamocreagris pecki \| \| \| \| |
|                 | \| \| Alabamocreagris mortis \| \| \| \| \| \| Alabamocreagris pecki \| \| \| \| |
|                 | Alabamocreagris mortis                                                           |
|                 |                                                                                  |
|                 | Alabamocreagris pecki                                                            |
|                 |                                                                                  |